# Bernard Knowles
Pour les articles homonymes, voir Knowles.
Bernard Knowles est un réalisateur, directeur de la photographie, producteur et scénariste britannique, né le 20 février 1900 à Manchester (Royaume-Uni) et mort le 12 février 1975 à Taplow.

## Filmographie

### comme réalisateur
- 1945 : A Place of One's Own
- 1946 : L'Archet magique (The Magic Bow)
- 1947 : Les Pirates de la Manche (The Man Within)
- 1947 : Jassy
- 1947 : The White Unicorn
- 1948 : Easy Money
- 1949 : The Perfect Woman
- 1949 : The Lost People
- 1951 : The Reluctant Widow
- 1953 : The Triangle
- 1953 : Park Plaza 605
- 1954 : Fabian of the Yard (série télévisée)
- 1954 : Thought to Kill
- 1955 : Handcuffs, London
- 1956 : Barbados Quest
- 1956 : Les Aventures du colonel March (Colonel March of Scotland Yard) (série télévisée)
- 1957 : Sword of Freedom (série télévisée)
- 1957 : The Adventures of Sir Lancelot  (série télévisée)
- 1958 : Ivanhoé (Ivanhoe) (série télévisée)
- 1964 : Der Fall X 701 (ou Frozen Alive)
- 1965 : Spaceflight IC-1
- 1967 : Magical Mystery Tour (TV)
- 1969 : Jugement à Prague (Hell Is Empty)

### comme directeur de la photographie
- 1927 : Mumsie
- 1928 : Love's Option
- 1928 : Dawn
- 1929 : The Broken Melody (en)
- 1929 : Auld Lang Syne
- 1929 : The Silver King
- 1930 : Rookery Nook
- 1930 : French Leave (en)
- 1930 : Canaries Sometimes Sing
- 1931 : The Calendar
- 1932 : The Hound of the Baskervilles
- 1932 : White Face
- 1933 : Falling for You
- 1933 : The Good Companions
- 1934 : Jack Ahoy
- 1934 : Jew Süss
- 1935 : Brown on Resolution
- 1935 : Les 39 Marches
- 1935 : King of the Damned
- 1936 : Rhodes of Africa
- 1936 : Quatre de l'espionnage
- 1936 : East Meets West
- 1936 : Agent secret
- 1937 : Take My Tip
- 1937 : Jeune et innocent
- 1939 : The Mikado
- 1939 : La Taverne de la Jamaïque
- 1940 : French Without Tears
- 1940 : Hantise (Gaslight) de Thorold Dickinson
- 1941 : Freedom Radio
- 1941 : Quiet Wedding
- 1941 : The Saint's Vacation
- 1941 : Jeannie
- 1942 : The Day Will Dawn
- 1942 : Unpublished Story
- 1942 : Secret Mission
- 1942 : Talk About Jacqueline
- 1943 : The Demi-Paradise
- 1944 : Love Story
- 1944 : English Without Tears